# Tamao Hayashi
Tamao Hayashi (林 玉緒?, Hayashi Tamao; Kanagawa, 23 agosto 1962) è una doppiatrice giapponese principalmente conosciuta per il ruolo di Nene Sakurada nella versione originale giapponese dell'anime Crayon Shin Chan.
Ha inoltre doppiato i personaggi di Oowada in È un po' magia per Terry e Maggie, Kim in Yawara! - Jenny la ragazza del judo e Kyaa in Proteggi la mia terra.